# 居飛車舟囲い急戦
- 将棋 > 将棋の戦法 > 居飛車 > 居飛車舟囲い急戦
- 将棋 > 囲い > 舟囲い > 居飛車舟囲い急戦

居飛車舟囲い急戦は将棋の戦法の1つ。居飛車対振り飛車の戦いにおいて、居飛車側が舟囲いから急戦策を狙う戦術の総称である。
歴史的に対振り飛車に急戦策が普及するのは、1700年代に入ってからのことになるが、この時期の居飛車の特徴として、振り飛車側が5筋を突かない場合に飛車を浮き飛車にして腰掛銀にする陣をとって▲４五歩とする手段のほか、右四間飛車や袖飛車が多くみられる。ただし、右四間飛車や袖飛車は相手の四間飛車を見て右四間飛車に、三間飛車を見て袖飛車にするつまりは右四間飛車や袖飛車という戦法が確立していたというより、振り飛車の振った場所に合わせて居飛車側も飛車を配置するというのをパターンとしていた模様。

## 対四間飛車
| 9  | 8  | 7  | 6  | 5  | 4  | 3  | 2  | 1  |    |
| 香 | 桂 |    | 金 |    |    |    | 桂 | 香 | 一 |
|    | 王 | 銀 |    | 金 | 飛 | 銀 |    |    | 二 |
|    | 歩 | 歩 | 歩 | 歩 |    | 角 | 歩 | 歩 | 三 |
| 歩 |    |    |    |    | 歩 | 歩 |    |    | 四 |
|    |    |    |    |    |    |    | 歩 |    | 五 |
| 歩 |    | 歩 |    | 歩 |    | 歩 |    |    | 六 |
|    | 歩 |    | 歩 | 銀 | 歩 |    |    | 歩 | 七 |
|    | 角 | 玉 |    | 金 | 銀 |    | 飛 |    | 八 |
| 香 | 桂 |    | 金 |    |    |    | 桂 | 香 | 九 |

四間飛車に対しての急戦策は5七銀左型の舟囲いからのものが多く指されている。5七銀左急戦の他は右四間飛車腰掛け銀、4六銀右戦法、ポンポン桂（5七銀左型と5七銀右型とがある）▲6八銀（△4二銀）型棒銀、5七銀右型の3八飛戦法や4五歩早仕掛け、5筋位取りの右辺早仕掛け、雁木戦法（引き角）などがある。
類似に左銀を5七地点に繰り出す鳥刺し（嬉野流）などもある。

### 5七銀左急戦
5七銀左型からの急戦策には以下のものがある。基本図から△5四歩（△5三角を作る）、△6四歩（5三に歩を留め▲4四角が美濃囲いの急所の7一を射るのを緩和し囲いの発展を防ぐ）、△1二香（角筋から香車を守るのを急ぐ）、△4三銀（角の頭を守る）がある。先手はさらに▲6八金上と待つことがある。
山田定跡
基本図から△5四歩・△6四歩・△1二香とした場合に有力。△5四歩には▲9七角と角を覗く手、△6四歩・△1二香には▲3五歩と仕掛けるのが一例。
鷺宮定跡
基本図から△5四歩・△6四歩・△1二香とした場合に有力。△5四歩には▲6八金上△6四歩▲3八飛と寄り、△6四歩には▲6八金上△1四歩▲3八飛と寄り、△1二香には▲3八飛△6四歩▲6八金上△1四歩▲5五歩と指すのが一例。
4六銀左戦法
基本図から△4三銀とした場合に有力。斜め棒銀とも言う。▲4六銀から▲3五歩の仕掛けを狙う。
4五歩早仕掛け・二枚銀
基本図から△4三銀とした場合に有力。▲4六歩から▲4五歩の仕掛けを狙う。
棒銀
基本図からの全ての指し手に対応する。▲3七銀〜▲2六銀〜▲3五歩の仕掛けを狙う。
端角#中原流
中原誠が愛用していた戦法で、四間飛車は居飛車から端角に覗かれると飛車が射程に入るので、これを利用している。

## 対三間飛車
| 9  | 8  | 7  | 6  | 5  | 4  | 3  | 2  | 1  |    |
| 香 | 桂 |    | 金 |    |    |    | 桂 | 香 | 一 |
|    | 王 | 銀 |    | 金 |    | 飛 |    |    | 二 |
|    | 歩 | 歩 |    | 銀 |    | 角 | 歩 | 歩 | 三 |
| 歩 |    |    | 歩 | 歩 | 歩 | 歩 |    |    | 四 |
|    |    |    |    |    | 歩 |    | 歩 |    | 五 |
| 歩 |    | 歩 |    | 歩 |    | 歩 |    |    | 六 |
|    | 歩 |    | 歩 | 銀 |    | 桂 |    | 歩 | 七 |
|    | 角 | 玉 |    | 金 | 銀 |    | 飛 |    | 八 |
| 香 | 桂 |    | 金 |    |    |    |    | 香 | 九 |

4五歩早仕掛け
三間飛車破りにおいて、三間飛車は飛車が3筋にあるため、3筋からの仕掛けに備えていることになるので、4筋からの仕掛けが有力である。三間飛車に対する4五歩早仕掛けは四間飛車とは全く違う形になり、タイプによっては5筋も突き捨てたり仕掛けのタイミングが幾つか存在する。
図1はその代表的な例で、△4五同歩と取らせることで、以下▲3三角成△同飛▲2四歩からの飛車先突破を狙っている。
| 9  | 8  | 7  | 6  | 5  | 4  | 3  | 2  | 1  |    |
| 香 | 桂 |    | 金 |    |    |    | 桂 | 香 | 一 |
|    | 王 | 銀 |    | 金 | 銀 |    | 飛 |    | 二 |
|    | 歩 | 歩 |    |    |    | 角 | 歩 | 歩 | 三 |
| 歩 |    |    | 歩 | 歩 | 歩 | 歩 |    |    | 四 |
|    |    |    |    | 歩 |    |    | 歩 |    | 五 |
| 歩 |    | 歩 |    |    | 歩 | 歩 |    |    | 六 |
|    | 歩 |    | 歩 | 銀 |    | 桂 |    | 歩 | 七 |
|    | 角 | 玉 |    | 金 | 銀 |    | 飛 |    | 八 |
| 香 | 桂 |    | 金 |    |    |    |    | 香 | 九 |

図2も代表的な仕掛けである。先手の角交換を狙う▲4六歩に対して後手は角交換後の2筋を前もって受けるために△2二飛と回っている。それに対し単純に角交換にいくと捌かれてしまうので、先に5筋を突き捨て、次に▲4五歩を狙う。これに対し△同歩は▲同桂△4四角▲5四歩で先手有利なので、△5三銀と活用すると、▲4六銀と繰り出し、▲5五銀を狙われる。そこで△5六歩と突きだすのが手筋。
この順は後手番では、振飛車に△6三金（▲4七金）の一手が入るため、上記の変化で▲4五歩（△6五歩）に対し▲同歩（△同歩）と取られ、▲同桂（△同桂）の後に▲5四歩（△5六歩）と垂らせないので、先手三間飛車に対しては成立しないとされている。
先手後手ともに、▲5七銀と4七銀（後手なら△5三銀と6三銀）を並べる二枚銀での仕掛けもある。
4六銀左戦法
先手三間飛車に対しては6五歩早仕掛け（4五歩早仕掛け）が成立しないため、急戦を行う場合はこちらを使用する。後手三間飛車に対しても使用されることもある。3筋と5筋を絡めて攻める。
三歩突き捨て急戦
先手三間飛車に対する急戦策。7筋、8筋、9筋の歩(場合によっては6筋も)を突き捨てて軽快に攻めを繋ぐ。仕掛けにおいて銀や桂より香の価値の方が高いのが特徴。
三間飛車は中飛車や藤井システムなどと異なり、居飛車穴熊を直接は阻止できない。そのため、先手三間飛車に対しては、現在では持久戦にして玉を穴熊にすることがほとんどであり、三間飛車自体がマイナー戦法化したこともあり、特に後手番での急戦は廃れている。
棒金
主に石田流三間飛車に対して、銀ではなく金を飛車先に進出させて使う戦法。

## 対中飛車
4六金戦法(金立ち戦法)
ツノ銀中飛車に対して▲5七金から▲4六金～▲5七銀右として模様を拡大する。歩越金の悪形であるが、例外的に銀よりも柔軟な運用が出来る。中原誠などが得意としていた。
袖飛車 （5七銀右型）
後手の中飛車に対して加藤一二三が定跡を整備したため、加藤流とも呼ばれる。舟囲いから▲5七銀（右）▲6八銀の形から▲3八飛として3筋の歩を交換し、3六飛・3七桂型の好形を目指す。
山田定跡
5七銀左型急戦で、四間飛車同様▲3五歩からの早仕掛けと、▲3八飛から▲5七銀と4七銀の二枚銀構えにして中飛車の角頭を狙う。加藤流とは違って浮き飛車にせず引き飛車で、4七の銀を3六に棒銀のように進出させる。
4五歩早仕掛け
四間飛車同様左金が3二にない△4三銀型に有力。▲4六歩から▲4五歩の仕掛けを狙う。
棒銀
5七銀左型急戦で、四間飛車同様▲3七銀〜▲2六銀〜▲3五歩の仕掛けを狙うが、四間飛車と違って▲4八飛や▲3八飛と飛車を動かしてから▲3七銀〜▲2六銀と進出させる。
超速
主に5筋位取りのゴキゲン中飛車で使用される。居飛車側先手として、銀を▲3五銀から▲4六銀と繰り出して▲3五からの速攻を狙う。舟囲いに組んでからよりも、中途で▲4六銀のかたちに組むことが多い。